# موسيقى السوينغ

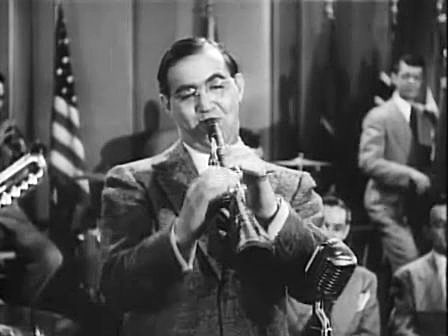
بيني جودمان، واحد من أوائل قادة السوينغ الذين حققوا شهرة واسعة النطاق.

السّوينغ Swing هي نمط من موسيقى الجاز Jazz راج في الولايات المتحدة الأميركية خلال الثلاثينات والأربعينات من القرن العشرين الميلادية، وعرفت هذه الفترة ب «عصر السوينغ» Swing age.